# Lindleya mespiloides
Lindleya mespiloides là loài thực vật có hoa trong họ Hoa hồng. Loài này được Kunth mô tả khoa học đầu tiên năm 1824.

## Hình ảnh

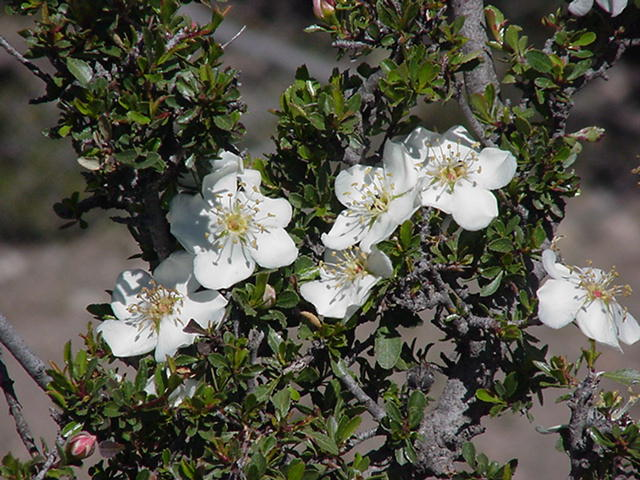
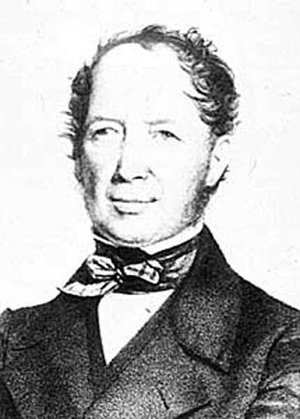